# Nikola Vasilj
Nikola Vasilj (ur. 2 grudnia 1995 w Mostarze) – bośniacki piłkarz, pochodzenia chorwackiego, grający na pozycji bramkarza.

## Kariera piłkarska

### Kariera klubowa
Wychowanek NK Međugorje. W 2010 rozpoczął karierę piłkarską w juniorskiej drużynie Zrinjski Mostar, a 10 kwietnia 2013 debiutował w podstawowej jedenastce. 30 lipca 2014 został wypożyczony do FK Igman Konjic, a w lipcu następnego roku do HNK Branitelj. W lipcu 2017 jako wolny agent zasilił skład 1. FC Nürnberg. 16 lipca 2019 podpisał kontrakt z Zorią Ługańsk.

### Kariera reprezentacyjna
W latach 2013–2014 występował w juniorskiej reprezentacji Niemiec U-19. Od 2013 do 2016 bronił barw młodzieżowej reprezentacji Bośni i Hercegowiny.

## Sukcesy i odznaczenia

### Sukcesy klubowe
Zrinjski Mostar
- mistrz Bośni i Hercegowiny:  2013/14, 2015/16, 2016/17